# 弗拉基米尔·杜金采夫
弗拉基米尔·德米特里耶维奇·杜金采夫（俄語：Влади́мир Дми́триевич Дуди́нцев，1918年7月29日—1998年7月22日）苏联乌克兰俄语作家、记者，曾参与第二次世界大战，以1956年赫鲁晓夫解冻时期发表的小说《不是单靠面包》而知名，该小说在苏联国内引发轰动，讲述理想主义的工程师被冷酷的官僚所毒害的故事。同年11月文学年鉴《莫斯科文学》出版，其中的部分诗歌表达了去斯大林化的积极影响。赫鲁晓夫担忧知识分子的自由化倾向，他批评杜金采夫的文章“某些章节写的很有力度”，但“思想基础是错误的”。杜金采夫因此受到政府报复，生活拮据。1987年发表小说《穿白衣的人们》。

## 作品
- 《不是单靠面包》（1957年）
- 《穿白衣的人们》（1987年）